# Лонгоза
Лонгоза или Долнокамчийска низина (до 29 юни 1942 г. Лонгос, до 5 януари 1946 г. Лонгът) е низина в Североизточна България, Източната Дунавска равнина, област Варна. Обхваща цялата долина на река Камчия.
Низината е разположена в югоизточната част на Източната Дунавска равнина, като на запад достига до сливането на реките Голяма Камчия и Луда Камчия (съставящи на същинската река Камчия при село Цонево); на север — до южните склонове на Роякското плато и Авренското плато, като между тях се свързва със Синделската низина; на изток — до брега на Черно море; на юг — до северните склонове на Камчийската планина (част от Стара планина).
Дължината на низината от запад на изток е около 45 km, а ширината ѝ варира от 1 до 6 км. Надморската ѝ височина е от 0 м на изток до 25 м на запад, като по периферията ѝ постепенно се повишава. Тя има лиманен произход и е запълнена с алувиални наслаги. В миналото е била покрита с буйна, труднопроходима лонгозна гора, откъдето произхожда и името ѝ „Лонгоз“ – гъста гора и е била често наводнявана. Сега горската покривка е разкъсана от ниви, овощни и зеленчукови градини и лонгозните гори са се запазили само в най-източната част на низината, около устието на Камчия и е създаден природният резерват „Камчия“. Горите са главно от ясен и бряст, примесени с елша, върба, летен дъб и клен, съпроводени с множество увивни растения представени от скрипка, дива лоза и повет. Широко разпространение имат и храстовидните формации от чашкодрян, червена калина и други, общо над 40 дървесни и храстовидни вида. В заблатените ръкави на реката расте водна лилия.
В низината са разположени (главно по северната и южната ѝ периферия) 13 населени места, в т.ч. град Долни чифлик и селата Величково, Венелин, Горен чифлик, Гроздьово, Детелина, Дъбравино, Круша, Нова Шипка, Ново Оряхово, Пчелник, Старо Оряхово и Цонево.
В източната част на низината, от север на юг на протежение от 6,4 км преминава участък от първокласен път № 9 от Държавната пътна мрежа ГКПП "Дуранкулак – Варна – Бургас – ГКПП "Малко Търново.
От изток на запад, между селата Старо Оряхово и Нова Шипка, на протежение от 26,2 км – участък от третокласен път № 904 от Държавната пътна мрежа Старо Оряхово – Долни чифлик – Провадия.
По северозападната част на низината преминава част от трасето на жп линията Синдел – Карнобат, а от запад на изток – цялото трасе на жп линията Юнак – Старо Оряхово.

## Топографска карта
- Лист от карта K-35-31. Мащаб: 1 : 100 000.
- Лист от карта K-35-32. Мащаб: 1 : 100 000.
- Лист от карта K-35-44. Мащаб: 1 : 100 000.